# Кубок сезона
Кубок сезона (Суперкубок СССР по футболу) — клубный турнир по футболу, проводившийся в СССР в 1977—1989 годах. Разыгрывался между победителем Кубка СССР и чемпионом страны.
Кубок сезона проводился по инициативе редакции газеты «Комсомольская правда». В те годы этот турнир считался неофициальным и никогда не состоял под эгидой Федерации футбола СССР. Проходил нерегулярно, не имел большой престижности, и его последний розыгрыш состоялся в Сочи в 1989 году, где две украинские команды («Днепр» и «Металлист») сыграли матч в присутствии всего 1500 болельщиков.
В 1988 году в календаре для матча за Кубок сезона 1987 места не нашлось. В связи с отказом молдавских спортивных организаций из-за плохих погодных условий провести 1 марта в Кишинёве матч Кубка сезона 1987 между футбольными командами «Спартак» (Москва) — «Динамо» (Киев) он переносился на более поздний срок, однако матч по итогу так и не был сыгран.

## Результаты
| Год  | Место проведения                                                             | Победитель                                                                 | Счёт         | Проигравший                                              |
| ---- | ---------------------------------------------------------------------------- | -------------------------------------------------------------------------- | ------------ | -------------------------------------------------------- |
| 1977 | 20 ноября 1977 года Тбилиси — «Динамо» им. В. Ленина Зрителей: 35 000        | «Динамо» (Москва) Обладатель Кубка СССР 1977                               | 1:0          | «Динамо» (Киев) Победитель чемпионата СССР 1977          |
| 1981 | 17 марта 1981 года Симферополь — «Локомотив» Зрителей: 25 000                | «Динамо» (Киев) Победитель чемпионата СССР 1980                            | 1:1 пен. 5:4 | «Шахтёр» (Донецк) Обладатель Кубка СССР 1980             |
| 1984 | 5 июля 1984 года Донецк — «Шахтёр» Зрителей: 32 840                          | «Шахтёр» (Донецк) Обладатель Кубка СССР 1983                               | 2:1          | «Днепр» (Днепропетровск) Победитель чемпионата СССР 1983 |
| 1984 | 8 июля 1984 года Днепропетровск — «Метеор» Зрителей: 29 500                  | «Шахтёр» (Донецк) Обладатель Кубка СССР 1983                               | 1:1          | «Днепр» (Днепропетровск) Победитель чемпионата СССР 1983 |
| 1985 | 30 июля 1985 года Ленинград — Стадион им. С. Кирова Зрителей: 31 000         | «Зенит» (Ленинград) Победитель чемпионата СССР 1984                        | 2:1          | «Динамо» (Москва) Обладатель Кубка СССР 1984             |
| 1985 | 5 августа 1985 года Москва — «Динамо» Зрителей: 12 200                       | «Зенит» (Ленинград) Победитель чемпионата СССР 1984                        | 1:0          | «Динамо» (Москва) Обладатель Кубка СССР 1984             |
| 1986 | 11 апреля 1986 года Киев — Республиканский стадион Зрителей: 65 300          | «Динамо» (Киев) Победитель чемпионата СССР 1985 Обладатель Кубка СССР 1985 | 2:2 пен. 3:1 | «Шахтёр» (Донецк) Финалист Кубка СССР 1985               |
| 1987 | 18 мая 1987 года Москва — Центральный стадион им. В. Ленина Зрителей: 30 000 | «Динамо» (Киев) Победитель чемпионата СССР 1986                            | 1:1 пен. 5:4 | «Торпедо» (Москва) Обладатель Кубка СССР 1986            |
| 1989 | 1 марта 1989 года Сочи — Центральный стадион Зрителей: 1 500                 | «Днепр» (Днепропетровск) Победитель чемпионата СССР 1988                   | 3:1          | «Металлист» (Харьков) Обладатель Кубка СССР 1988         |

## Статистика

### По клубам
| М | Клуб                     | Победитель | Проигравший | Сезоны побед     |
| - | ------------------------ | ---------- | ----------- | ---------------- |
| 1 | «Динамо» (Киев)          | 3          | 1           | 1981, 1986, 1987 |
| 2 | «Шахтёр» (Донецк)        | 1          | 2           | 1984             |
| 3 | «Днепр» (Днепропетровск) | 1          | 1           | 1989             |
| 3 | «Динамо» (Москва)        | 1          | 1           | 1977             |
| 5 | «Зенит» (Ленинград)      | 1          | 0           | 1985             |
| 6 | «Торпедо» (Москва)       | 0          | 1           | —                |
| 6 | «Металлист» (Харьков)    | 0          | 1           | —                |

### По республикам
| М | Республика      | Побед | Клубы-победители        |
| - | --------------- | ----- | ----------------------- |
| 1 | Украинская ССР  | 5     | Динамо К, Шахтёр, Днепр |
| 2 | Российская СФСР | 2     | Динамо М, Зенит         |